# Ħamrun Spartans Football Club 2021-2022
Questa voce raccoglie le informazioni riguardanti lo Ħamrun Spartans Football Club nelle competizioni ufficiali della stagione 2021-2022.

## Maglie e sponsor
| Casa | Trasferta | Terza maglia |

Sponsor ufficiale: JP Portelli
Sponsor tecnico: Puma

## Rosa
| N. |                       | Ruolo | Calciatore         |
| -- | --------------------- | ----- | ------------------ |
| 1  | Malta (bandiera)      | P     | Henry Bonello      |
| 3  | Malta (bandiera)      | D     | Nikolai Micallef   |
| 4  | Serbia (bandiera)     | D     | Darko Gojković     |
| 7  | Malta (bandiera)      | A     | Joseph Mbong       |
| 8  | Malta (bandiera)      | C     | Christian Mercieca |
| 9  | Colombia (bandiera)   | A     | Carlos Ibargüen    |
| 10 | Capo Verde (bandiera) | A     | Dodô               |
| 12 | Brasile (bandiera)    | D     | Arthur Henrique    |
| 15 | Malta (bandiera)      | D     | Steve Borg         |
| 17 | Nigeria (bandiera)    | A     | Franklin Sasere    |
| 20 | Svizzera (bandiera)   | C     | Matteo Fedele      |

| N. |                        | Ruolo | Calciatore           |
| -- | ---------------------- | ----- | -------------------- |
| 23 | Malta (bandiera)       | A     | Luke Gambin          |
| 24 | Malta (bandiera)       | P     | Matthias Debono      |
| 28 | Malta (bandiera)       | A     | Juan Carlos Corbalan |
| 29 | Serbia (bandiera)      | C     | Predrag Đorđević     |
| 30 | Malta (bandiera)       | D     | Karl Micallef        |
| 33 | Ghana (bandiera)       | D     | Isaac Ntow           |
| 44 | Francia (bandiera)     | D     | Claude Dielna        |
| 56 | Inghilterra (bandiera) | P     | Pablo Sánchez        |
| 90 | Malta (bandiera)       | P     | Justin Spiteri       |
| 91 | Brasile (bandiera)     | C     | Emerson Marcelina    |
| 92 | Francia (bandiera)     | A     | Faissal El Bakhtaoui |